# White Memorial Chapel

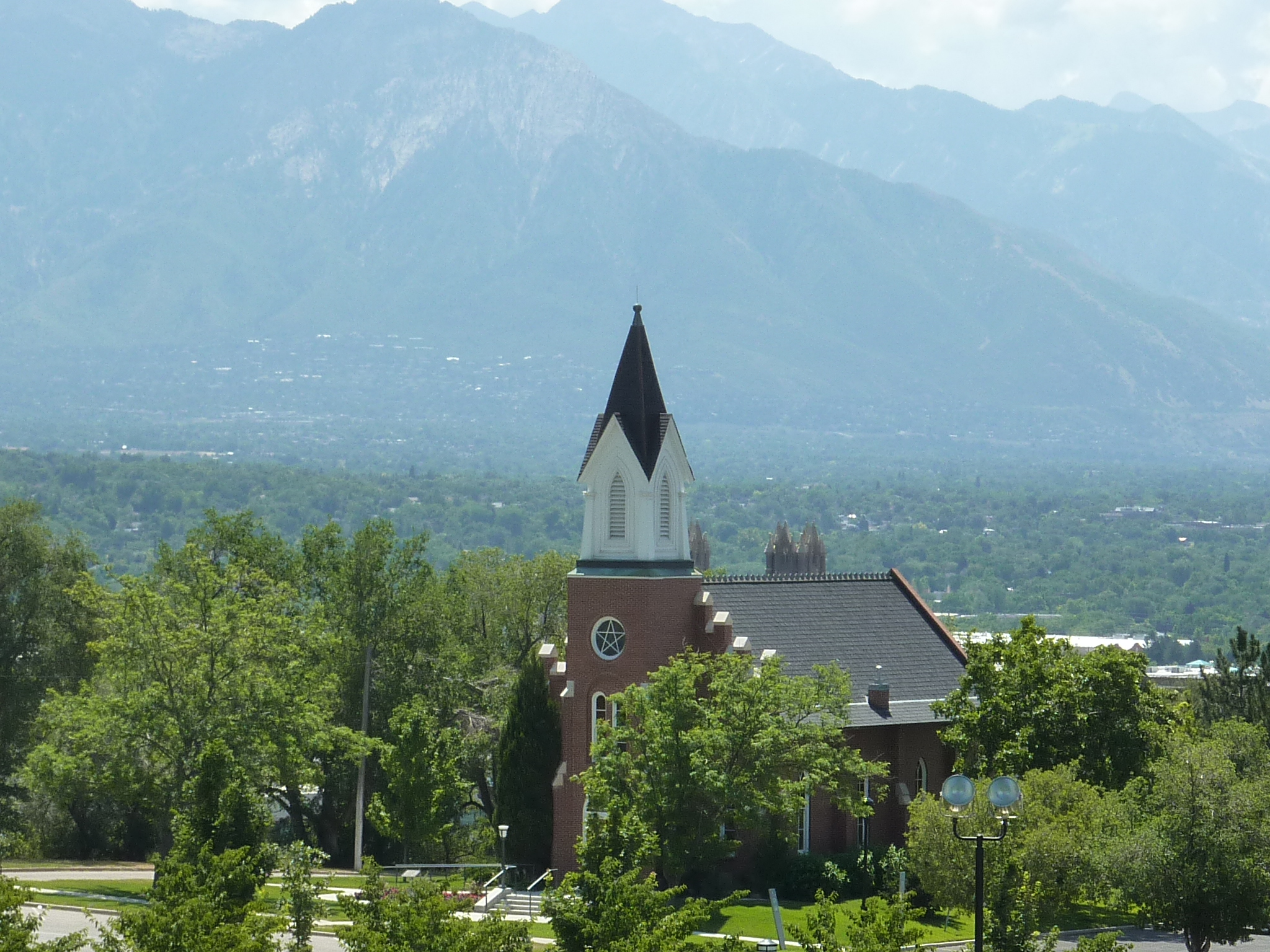
White Memorial Chapel vor den Wasatch Mountains

Die White Memorial Chapel ist eine ökumenische Kapelle in Salt Lake City, der Hauptstadt des US-Bundesstaats Utah. Das Gebäude stellt eines der wenigen erhaltenen frühen Gemeindehäuser der Kirche Jesu Christi der Heiligen der Letzten Tage dar. In den 1970er Jahren wurde es auf den Capitol Hill vor das State Capitol von Utah umgesetzt.

## Geschichte
Die 18. Gemeinde (18th ward) der Mormonen nutzte das Schulgebäude Brigham Youngs für ihre Versammlungen. 1880 wurde der Architekt Obed Taylor mit dem Bau eines eigenen Gemeindehauses für die Gemeinde beauftragt, welches dieser im neogotischen Stil entwarf. Die Errichtung erfolgte im umwallten Besitz Youngs in Salt Lake City. Taylor verstarb vor der Fertigstellung des Gebäudes 1881. Die Vollendung des Baus erfolgte 1882.
1902 wurde die Kapelle erweitert und es entstand so eines der größten Gemeindehäuser der Mormonen in Utah. Das nicht mehr benötigte Gebäude wurde niedergelegt und 1976 bis 1979 vor dem Utah State Capitol rekonstruiert. Dabei wurden die Erweiterungen von 1902 rückgängig gemacht. Die Kapelle wird heute für ökumenische Zwecke benutzt.